# Nuuanu garciai
Nuuanu garciai is een vlokreeftensoort uit de familie van de Nuuanuidae. De wetenschappelijke naam van de soort is voor het eerst geldig gepubliceerd in 1995 door Marti & Villora-Moreno.